# Система ріцурьо
Система ріцурьо (яп. 律令制, りつりょうせい, ріцурьо-сей, «система кримінального і цивільного права» або «правова система») — політично-правова і економічно-соціальна система централізованої стародавньої японської держави 7 — 11 століття, що базувалася на кримінальному (律, ріцу) та цивільному (令, рьо) праві, визначеному в старояпонських кодексах Тайхо, Йоро та інших законодавчих і підзаконних актах. Була запозичена з систем сусідніх китайських імперій Суй та Тан, і впроваджена в ході реформ Тайка.
Система ріцурьо передбачала наявність центрального управлінського апарату держави, в основі якого було два управління (二官, нікан) і вісім міністерств (八省, хассьо), а також існування чіткого адміністративно-територіального поділу країни на провінції (国, куні), повіти (郡, корі) і сільські округи (里, сато). Система базувалася на приматі державної власності над приватною, завдяки чому забезпечувала тотальний контроль державних чиновників над землями і населенням. Останнє поділялося на дві великі категорії: вільний «добрий народ» рьомін та залежний «підлий народ» семмін. Представники першої категорії наділялися державною землею на одне покоління, за що були змушені сплачувати податки та відробляти повинності на користь центрального та регіонального урядів.
Система ріцурьо занепала наприкінці 9 — 10 столітті у зв'язку з кризою державної економіки та неконтрольованим розвитком приватного аристократичного і храмового землеволодіння — сьоенів.
Японію часів ефективного існування системи ріцурьо називають «державою права» або «правовою державою» (律令国家, ріцурьо кокка).

## Кодекси
- 701 — Кодекс Тайхо (大宝律令)
- 752 — Кодекс Йоро (養老律令)

## Податки
- Со (租)
- Йо (庸)
- Тьо (調)